# Komutativni prsten
Komutativni prsten asocijativni je prsten čija je operacija množenja komutativna.
To znači da ako su a i b bilo koja dva elementa prstena, tada je a × b = b × a .
Grana matematike koja se bavi komutativnim prstenovima naziva se komutativna algebra.